# Legenot

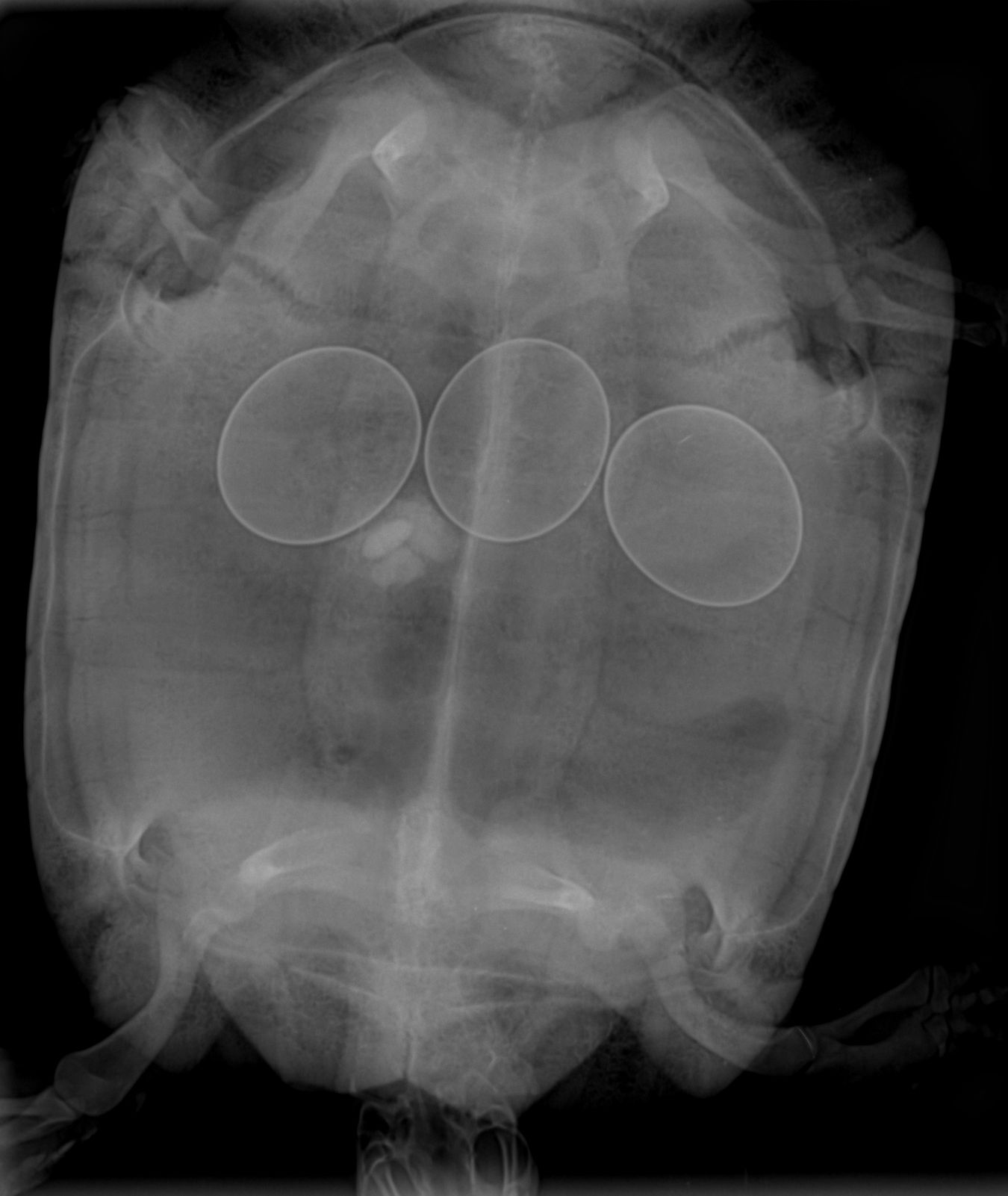
Röntgenbild einer Landschildkröte mit Legenot

Legenot ist eine Krankheit, welche bei weiblichen Vögeln und Reptilien vorkommt. Das gebildete Ei steckt dabei im Legedarm oder der Kloake fest. Bei Nichtbehandlung kann eine Legenot zum Tod des Tieres führen.

## Ursachen
Eine häufige Ursache für eine Legenot sind Veränderungen der Eischale wie Windeier, Brucheier oder rauschalige Eier. Darüber hinaus kann eine Atonie des Legedarms – beispielsweise durch einen Vitamin-E-Mangel, einen Selen-Mangel oder Störungen im Calcium-Stoffwechsel – Auslöser sein. Schließlich können Eileiterinfektionen verantwortlich sein. Bei Schildkröten kommen auch zu geringe Umgebungstemperaturen, Stress, Mangel an Eiablageplätzen, Bedrängen durch Artgenossen, Blasensteine, Verstopfungen und Lebererkrankungen als Auslöser in Frage.

## Anzeichen
Ein Vogelweibchen, das von Legenot betroffen ist, erkennt man anfangs an scheiternden Legeversuchen. Es versucht das Ei durch starkes Pressen auszuscheiden. Dabei werden relativ große und dünne Kotballen ausgeschieden, die oftmals mit Blut vermischt sind. Betroffene Weibchen wirken nervös und ruhelos, sie wechseln häufig den Sitzplatz, sitzen mit stark gespreizten Beinen auf den Sitzstangen oder Wippen mit dem Schwanz. Durch Druck auf Nervengeflechte kann es zu Lähmungserscheinungen kommen.
In einem späteren Stadium sitzen betroffene Weibchen völlig entkräftet auf dem Boden. Oftmals kann beim Betasten des Unterleibs eine leichte Wölbung festgestellt werden.
Wenn nicht reagiert wird, fällt das Weibchen in einen Schockzustand und verendet. Unter Umständen kann es durch das starke Pressen zu einem Kloakenvorfall kommen.

## Behandlung
Im Anfangsstadium hilft eine Erhöhung der Luftfeuchtigkeit und eine Wärmebestrahlung. Weiterhin kann mit Hilfe von Rizinusöl (oder ähnlichem), das in die Kloake geträufelt wird, versucht werden, das Ei zu lösen. Auch eine Bauchmassage (sollte allerdings nur bei größeren Vögeln angewendet werden, da bei kleinen Vögeln das Ei in der Kloake brechen kann) in Verbindung mit den Pressversuchen des Weibchens kann helfen. Wenn nach maximal zwei Stunden kein Erfolg erzielt ist, muss umgehend ein Tierarzt verständigt werden. Dieser kann versuchen, das Ei manuell aus der Kloake zu drücken. Sollte dies scheitern, kann das Hormon Oxytocin verabreicht werden.
Bei Schildkröten kann eine operative Entfernung der Eier nötig werden.